# Alur Mas
Alur Mas is een bestuurslaag in het regentschap Aceh Selatan van de provincie Atjeh, Indonesië. Alur Mas telt 988 inwoners (volkstelling 2010).